# Simon Ravenstein
Johann Andreas Simon Ravenstein (* 28. Juli 1844 in Frankfurt am Main; † 12. Mai 1932 in Baden-Baden) war ein deutscher Turnlehrer, Topograf, Architekt und Bauunternehmer.

## Leben

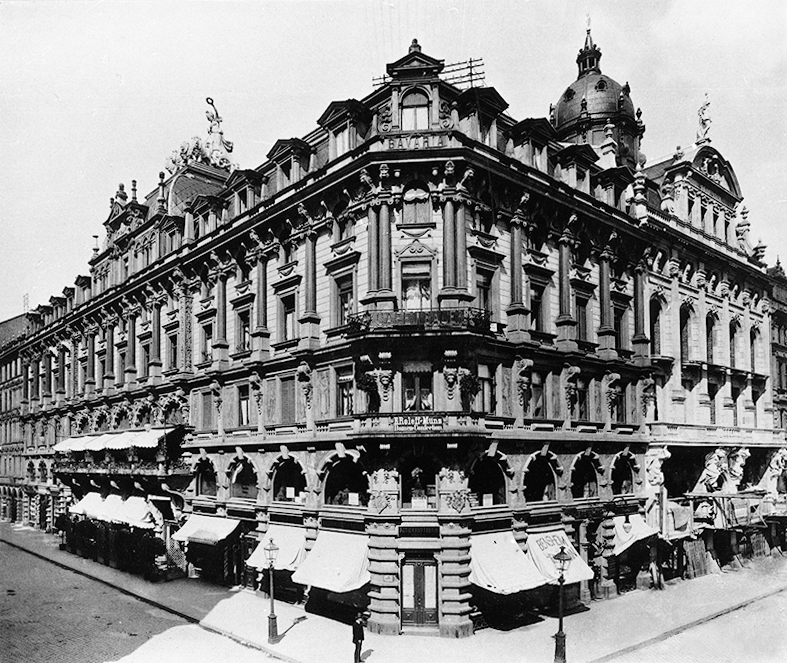
Links: Hauptfassade mit Bavaria-Figur sowie rechts die Häuser Alemania 1892 und, angedeutet, Wolfseck 1884, Schillerplatz / Zeil (kriegszerstört)

Wilhelm Steinhausens einzig bekannter Entwurf für eine Villendecke im Frankfurter Westend

Simon Ravenstein wurde als Sohn des Kartografen, Verlegers und Turnvaters Friedrich August Ravenstein in Frankfurt am Main geboren. Sein Bruder Ludwig Ravenstein übernahm den Karten-Verlag seines Vaters, Simon wurde Turnlehrer am Städtischen Gymnasium, gab den Beruf jedoch auf, als er seine Freude am Zeichnen entdeckte. Als Autodidakt erlernte Ravenstein den Beruf eines Topografen und Architekten und trat ab 1874 als Bauunternehmer auf, mitbedingt durch Immobilien im Familienbesitz, von denen er etliche bewohnte und umbaute. Ravenstein bildete sich auf seinen Studienreisen nach Italien (1878), Griechenland (1880), Palästina und Ägypten (1898) sowie Frankreich (1898), Spanien (1900) und Norwegen (1904). Die Kunst der Renaissance weckte in ihm den Wunsch, Maler und Bildhauer ins architektonische Programm einzubeziehen. So wurde Ravenstein Mäzen und Freund von Hans Thoma, Wilhelm Steinhausen und Wilhelm Trübner und verschaffte ihnen Aufträge zur Ausmalung der Innenräume und Außenfassaden der von ihm entworfenen Villen und Geschäftshäuser. Thomas und Steinhausens erster Auftrag war 1879 der Anstrich eines Wohnhauses im Frankfurter Reuterweg 60; die bedeutendste Ausgestaltung eines Wohnhauses Ravensteins (Frankfurt, Gärtnerweg 10) erfolgte 1882 durch Hans Thoma, wofür er fünf Wandfresken mit Szenen aus Wagnerschen Opern anfertigte. In diesem Haus verkehrten Komponisten wie Engelbert Humperdinck, Hans Pfitzner, Felix Weingartner, der Kunsthistoriker Henry Thode u. a. m.

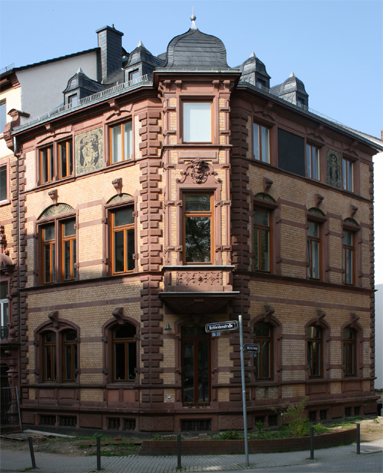
Wohnhaus 1884 in Frankfurt-Nordend

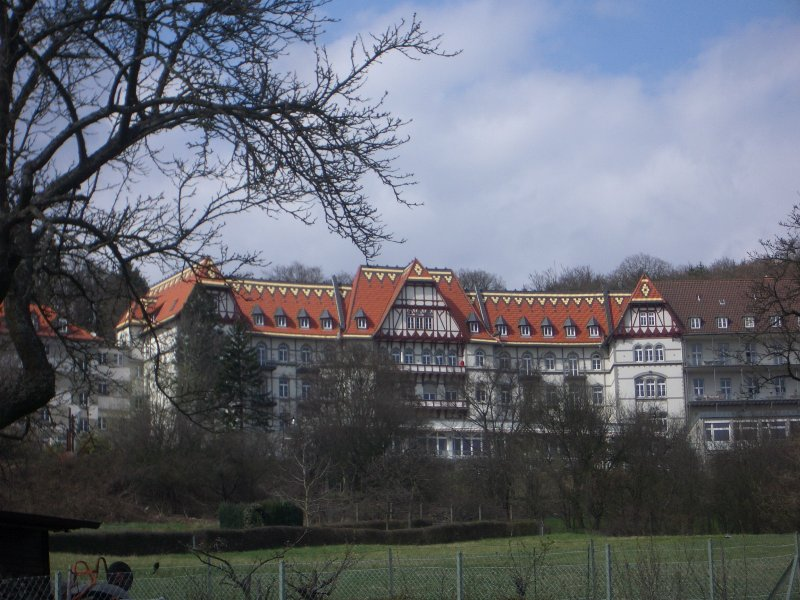
1894/1895 Lungenheilanstalt in Ruppertshain, heutiger Name: Zauberberg

Ravenstein war mit Gertraude geb. Eiselborn (* 10. Juni 1847; † 31. Januar 1893) verheiratet; aus dieser ersten Ehe gingen drei Kinder hervor (1868–1871): Charlotte, Friedericke und August. Ravenstein lernte die Sopranistin Cäcilie Mohor (1855–1928) kennen, die an der Frankfurter Oper zunächst erfolglos debütierte, (erneut) Schülerin Julius Stockhausens wurde und ab 1886 als Wagner-Interpretin Erfolge an den Opernhäusern in Mannheim, Leipzig, Hamburg, Köln, Karlsruhe und Bayreuth erzielen konnte, bis sie ihre Karriere der Beziehung zu Ravenstein wegen aufgab, aus der die Kinder Ernst und Luise hervorgingen (1891/1893) sowie eine gemeinsame Ehe. Mit Mohor-Ravenstein verließ Ravenstein 1926 Frankfurt und zog nach Baden-Baden, wo seine (zweite) Ehefrau bald darauf starb (26. April 1928), er lebte dort weitere fünf Jahre. Am  12. Mai 1932 starb Ravenstein im Alter von 87 Jahren in Baden-Baden.

## Werke
Ravenstein entwarf 1884 das Wohn- und Geschäftshaus Bavaria für die Mainzer Geschwister Krause am Hauptverkehrsknoten Schillerplatz (heute Hauptwache) 8–10 / Schillerstraße 6–8. Ravenstein entwarf den Gebäudekomplex im Stil des Historismus mit grünem Sandstein und Säulen aus schwedischem Granit. An der Ausgestaltung wirkten 16 Kunsthandwerker und bildende Künstler mit. Im Verzeichnis der Frankfurter Bauwerke, die Ravenstein entwarf oder umbaute, finden sich unter den 68 Eintragungen die Wohn- und Geschäftshäuser Zum Goetheeck und Zum Staufeneck (beide 1900), das Sophienheim (1903/1905, ein Altenheim der Gering-Stiftung), der Einbau des Lichtspieltheaters Metro (1906) im Hotel zum Schwan, Steinweg 12, wo 1871 der Friede von Frankfurt unterzeichnet worden war, – das Kino wich 1987 dem Neubau einer Groß-Buchhandlung – sowie das Ravensteinsche Verlagsgebäude Wielandstraße 31 (1881), Sitz des kartographischen Verlages seines Vaters, nach dem eine Straße im Frankfurter Ostend benannt worden ist. Auf der Zeil 74–76 (Ecke Fahrgasse, Nähe Konstablerwache) entstand das Haus Zum Kaiser Karl (1882), im Volksmund „Haus Fratzeneck“ genannt, ebenfalls von Thoma bemalt und von Steinhausen mit mythischen, plastischen Figuren verziert. In Heidelberg leitete er 1886 nach seinen Entwürfen den Bau des Sanatoriums Schloßhotel Schweninger, Wolfsbrunnenweg 1, in Idstein den Bau der Nervenheilanstalt sowie 1894/1895 in Ruppertshain den der Lungenheilanstalt.

## Leistungen
Ravenstein trat nicht nur als Architekt des Historismus in Frankfurt und Mäzen der befreundeten Maler in Erscheinung, sondern ebenso seit 1890 als Architekt und Förderer der „AG für kleine Wohnungen“, für die 1.600 Wohnungen errichtet wurden, und des Projektes „Asyl für Obdachlose“. Nur wenige Gebäude haben die Bombennächte im März 1944 überdauert, eines davon ist das Steinhausen-Haus, Beispiel für den Stil, den Ravenstein mit seinen Stadtvillen pflegte.